# Средний Алат
Средний Алат (тат. Урта Алат) — деревня в Высокогорском районе Республики Татарстан, в составе Село-Алатского сельского поселения.

## География
Деревня находится на левом притоке реки Ашит, в 32 км к северу от районного центра, посёлка железнодорожной станции Высокая Гора.

## История
Первоисточники упоминают о деревне, известной также как Курманаево, Починок по ключу Поварни, с 1646 года.
В сословном плане, в XVIII веке и вплоть до 1860-х годов, татарское население деревни причислялось к государственным крестьянам.
В части деревни, под названием Барское Курманаево, проживали также русские помещичьи крестьяне. 
По данным переписей, население деревни увеличивалось со 108 душ мужского пола в 1782 году до 1227 человек в 1908 году. В последующие годы численность населения деревни постепенно уменьшалась и в 2017 году составила 211 человек.
По сведениям из первоисточников, в начале XIX столетия в деревне была построена мечеть, существовавшая и в начале XX века. Мечеть в деревне была построена также в 1996 году.
В «Списке населенных мест по сведениям 1859 года», изданном в 1866 году, населённый пункт упомянут как казённая и владельческая деревня Средние Алаты (Курманаева) 3-го стана Казанского уезда Казанской губернии. Располагалась при безымянном ключе, по левую сторону Уржумского торгового тракта, в 49 верстах от губернского города Казани и в 10 верстах от становой квартиры в казённой деревне Верхние Верески. В деревне в 48 дворах жили 481 человек (233 мужчины и 248 женщин). Была мечеть.
Административно, до 1920 года деревня относилась к Казанскому уезду Казанской губернии, с 1965 года относится к Высокогорскому району Татарстана.

## Экономика и инфраструктура
Полеводство, животноводство; эти виды деятельности, а также некоторые промыслы, являлись основными для жителей деревни также и в XVIII-XIX столетиях.
В деревне действуют дом культуры, библиотека.